# Josefa Fernández de Fonseca Vaz
Josefa Fernández de Fonseca Vaz (Buenos Aires, Argentina, 3 de abril de 1844 - Buenos Aires, Argentina, 29 de marzo de 1922) fue una estanciera, argentina, quien ostentó el título portugués de condesa del Sena -tras contraer matrimonio en segundas nupcias con Juan de Fonseca Vaz, conde del Sena- que realizó numerosas obras de beneficencia en su país y fundó el pueblo bonaerense de Juan Nepomuceno Fernández, en honor a su padre.

## Biografía
Josefa Fernández nació en Buenos Aires en 1844; era una de los cinco hijos que tuvo Juan Nepomuceno Fernández y su esposa Josefa Coronel. Su padre, Juan, era un hacendado y comerciante que poseía grandes extensiones de tierra en el Partido de la Lobería Grande, actual Partido de Lobería que fue partícipe en la creación de la Sociedad Rural;
Josefa contrajo matrimonio con José Toribio Martínez de Hoz, también socio fundador de la Sociedad Rural Argentina, y tras la muerte de su esposo se casó en segundas nupcias con Juan Fonseca Vaz, un agregado naval en Londres de la Legación de Portugal; éste era el titular del título nobiliario de conde del Sena, por lo que al casarse con él adquirió el título de condesa del Sena.
En 1871, tras el fallecimiento de su padre, heredó junto a sus hermanos las tierras que eran de éste.

### Obras de beneficencia
Tras el fallecimiento de su segundo esposo, Josefa Fernánez se dedicó a realizar obras de beneficencia. El 8 de febrero de 1903, Fernández de Fonseca Vaz compró un lote en Mar del Plata, el cual donó para la construcción del Hospital de Mar del Plata; la compra fue a pedido de Victorio Tetamanti, quien fue el primer presidente del hospital, y la escritura se realizó en favor de la Sociedad de Beneficencia Hospital Mar del Plata.
El 24 de diciembre de 1907, Josefa Fernández de Fonseca Vaz solicitó al gobierno nacional la autorización para fundar un pueblo en las inmediaciones de la Estación La Tigra, que estaba dentro de la propiedad heredada de su padre. Sin embargo, la fundación del pueblo de Juan Nepomuceno Fernández se realizó el 28 de marzo de 1909, con el loteo de las tierras; Fernández también apadrinó la construcción de la iglesia del poblado.

## Homenajes
En la localidad de Juan Nepomuceno Fernández, ubicada en el partido de Necochea, existen un jardín de infantes y una escuela primaria que llevan el nombre de Parroquial Condesa del Sena en su honor.